# Bad Krozingen
Bad Krozingen är en stad  i Landkreis Breisgau-Hochschwarzwald i regionen Südlicher Oberrhein i Regierungsbezirk Freiburg i förbundslandet Baden-Württemberg i Tyskland.
Staden ingår i kommunalförbundet Bad Krozingen tillsammans med kommunen Hartheim am Rhein.